# Ivar Petersson
Oskar Ivar Petersson, född 19 december 1885 i Linköping, död där 8 januari 1952, var en svensk väg- och vattenbyggnadsingenjör. 
Petersson, som var son till rådman Frans Oskar Petersson och Hulda Blohm, avlade studentexamen i Linköping 1904 och utexaminerades från Kungliga Tekniska högskolan i Stockholm 1909. Han anställdes vid stadsingenjörskontoret i Linköpings stad 1909, blev underingenjör där 1912, mätningsman 1918 och var byggnadschef där från 1931.